# Carolina Oliva
Carolina Oliva (Santiago, 23 de abril de 1977) es una actriz, bailarina y empresaria chilena.

## Biografía
Comenzó en televisión en el Clan Infantil de Sábados gigantes en 1989, pero se haría conocida en el programa de Canal 13 Venga conmigo, donde estuvo entre 1994 y 2001 como participante del grupo de baile Generación 2000. También en el mismo programa comenzó a incursionar en la actuación como parte del sketch Mi tío y yo.
Durante su paso por el programa conoció a su pareja con la que está hasta el día de hoy, el también integrante de Generación 2000, Paul Barreaux.
Consolidó su fama como la "chica sexy" de la pantalla chica con un papel en la película de 2003 Sexo con amor.
Ha actuado en El cuento del tío, Infieles y Teatro en Chilevisión, además de la serie JPT: Justicia para todos, La vida es una lotería, Versus, Quiero si tú quieres y Fortunato, entre otros. También actuó en la telenovela Montecristo, participó en el programa Morandé con compañía. Desarrollando su sensualidad en Infieles, Teatro en Chilevisión y otros, participó en la tercera temporada del programa Fiebre de baile.
Desde 2014 es empresaria hotelera; es dueña, junto a su pareja de años, del hotel La Blanca, de Viña del Mar.

## Filmografía

### Películas
| Año  | Título               | Papel |
| ---- | -------------------- | ----- |
| 2003 | Sexo con amor        |       |
| 2008 | Mansacue             |       |
| 2010 | Schopsui             |       |
| 2016 | Como Bombo en fiesta |       |

### Televisión

#### Teleseries
| Año  | Título               | Rol |
| ---- | -------------------- | --- |
| 2005 | Versus               |     |
| 2006 | Porky te amo         |     |
| 2006 | Montecristo          |     |
| 2007 | Fortunato            |     |
| 2009 | Una pareja dispareja |     |
| 2016 | Sres. Papis          |     |

#### Series
| Año  | Título                      | Rol               |
| ---- | --------------------------- | ----------------- |
| 2003 | Justicia para todos         |                   |
| 2004 | La vida es una lotería      |                   |
| 2005 | El cuento del tío           |                   |
| 2006 | Casado con hijos            |                   |
| 2007 | Los Venegas                 |                   |
| 2007 | Infieles                    | Muchos personajes |
| 2014 | Lo que callamos las mujeres |                   |

#### Programas
| Año  | Título                | Rol               |
| ---- | --------------------- | ----------------- |
| 1989 | Sábados Gigantes      | Clán infantil     |
| 2000 | Venga Conmigo         | Generación 2000   |
| 2001 | Jappening con ja      | Varios personajes |
| 2001 | Morandé con compañía  | Varios personajes |
| 2003 | Teatro en Chilevisión |                   |
| 2009 | Fiebre de baile       |                   |
| 2022 | Aquí se baila         | ella misma        |